# Guadalupe Fútbol Club
El Guadalupe Fútbol Club, más conocido como Guadalupe, es una entidad deportiva del cantón de Goicoechea de la Primera División de Costa Rica. Pertenece a la provincia de San José, Costa Rica.

## Historia

### Antecedentes
Mediante la creación de los campeonatos de Primera División de Costa Rica en 1921, los cantones del país organizaron sus respectivos equipos. La zona de Goicoechea llevó a cabo la fundación del Club Sport Guadalupe en 1958, dedicado exclusivamente a la práctica del fútbol. El conjunto debutó en la máxima categoría en 1980, después de haber ganado ascensos desde la tercera división, bajo el nombre de Asociación Deportiva San Miguel. Disputó dos temporadas, pero descendió en 1981, hasta su regreso en el periodo de 1995-96. Se mantuvo por cuatro años más y enfrentó los partidos como local en el Estadio José Joaquín "Colleya" Fonseca, sin embargo perdió la categoría nuevamente. Debido a esta situación, desapareció como equipo representativo del cantón.

### Aparición como nueva franquicia
A partir del 9 de febrero de 2017, el equipo de Belén Fútbol Club brindó una conferencia de prensa acerca del cambio de sede, moviéndose al Estadio José Joaquín "Colleya" Fonseca de Goicoechea, esto tras haber compartido el Rosabal Cordero con el Herediano en temporadas anteriores. Como resultado del traslado, surgieron especulaciones que indicaban el cambio de la franquicia belemita a la zona guadalupana, en cuanto al nombre y uniforme. El conjunto de Belén terminó su participación en el Campeonato de Verano, competencia en la que salvó la categoría por el puntaje obtenido en la tabla acumulada de la temporada. Una vez finalizado el año deportivo, el presidente belemita Olman Vega consideró realmente un cambio de nombre de la franquicia. Tuvo como opciones Goicoechea Fútbol Club y Guadalupe Fútbol Club, inclinándose más por la segunda. Agradeció a los patrocinadores que consiguió con Belén el 24 de abril e inició el nuevo proyecto con el equipo, el cual posee una trayectoria por aparte de su antecesor Club Sport Guadalupe. Trabajando por recuperar la importancia de la región, se nombró como primer entrenador a Luis Fernando Fallas y además, la intención renovada de la agrupación atrajo a los aficionados locales y el interés de patrocinios.

### Descenso a la Segunda División
En abril de 2023, durante el Clausura 2023 el equipo guadalupano pierde la categoría, tras concluir en el último lugar de la Tabla Acumulada de la Temporada 2022-2023 al cosechar 35 puntos en 38 juegos.

### Campeonización y Retorno a la Primera
El 1 de junio de 2025 el Guadalupe Fútbol Club logra su primer cetro de la Liga de Ascenso tras vencer en la Final de la Temporada 2024-2025 al cuadro del Fútbol Consultants Desamparados por 3 a 2 en el global. En la ida jugada en el Coyella Fonseca igualaron a un gol, en la vuelta jugada en el Ernesto Rohrmoser terminaron derrotando a los desamparadeños por 2 a 1 en tiempos extras.

## Uniforme
- Uniforme titular: Camisa azul, pantaloneta azul y detalles en amarillo.
- Uniforme alternativo: Camisa blanca, pantaloneta blanca y detalles en azul.

### Indumentaria y patrocinador
| Período           | Proveedor |
| ----------------- | --------- |
| 2020 – Actualidad | ProSport  |

| Período           | Patrocinador |
| ----------------- | ------------ |
| 2020 – Actualidad | Tigo         |

## Estadio
El recinto ha sido utilizado históricamente por clubes de la Tercera División, Segunda División y la Primera División de Costa Rica, como también en el fútbol femenino.
Fue bautizado con el nombre de Abel Rodríguez Sequeira por Acuerdo Municipal de la sesión ordinaria del Concejo N°99-74 celebrada el día miércoles 6 de noviembre de 1974, el cual fue aprobado en forma unánime, con firmeza, previo dictamen de la Comisión de Asuntos Sociales, Cultura y Deportes, en sesión extraordinaria N°9-74 del martes 22 de octubre de 1974, de los regidores Zamora Chávez, Jiménez Chavarría, y Molina Molina, ese nombre en homenaje al exejecutivo Municipal de la Municipalidad del Cantón de Goicoechea, el acuerdo se encuentra VIGENTE, no se ejecutó y se le dio el nombre al inmueble de un destacado futbolista de la comunidad.
Originalmente, fue un pequeño inmueble deportivo con gradería de madera y césped natural, administrado íntegramente por la municipalidad de Goicoechea. Fue sede del equipo de fútbol local, el Municipal Goicoechea (hoy desaparecido) por varias décadas, desde los 70s hasta inicios de la década del 2000.
La gramilla artificial adquirió longitudes reglamentarias de 105 metros de largo por 70 metros ancho y el estadio tiene capacidad para unos 4.000 a 4,500 espectadores.
Desde diciembre de 2009 el Abel Rodríguez Sequeira, Cancha Colleya Fonseca retomó protagonismo en todas las categorías. Incluso, a inicios de febrero de 2010 la Selección Nacional Mayor se entrenó por varios días en Guadalupe. A los equipos aficionados se les alquilan las instalaciones a toda hora del día.

## Entrenadores
| - Luis Fernando Fallas (2017) - Antonio Abasolo (2017) - Géiner Segura (2018-2020) - Alexander Vargas (2020-2021) - Antonio Abasolo (2021) - Walter Centeno (2021-2023) - Fernando Palomeque (2023) - Alfredo Morales (2023) - Fernando Palomeque (2023) - Alfredo Morales (2024) - Fernando Palomeque (2024) - Fabián Barquero (2024-presente) |